# Saúde no Iraque

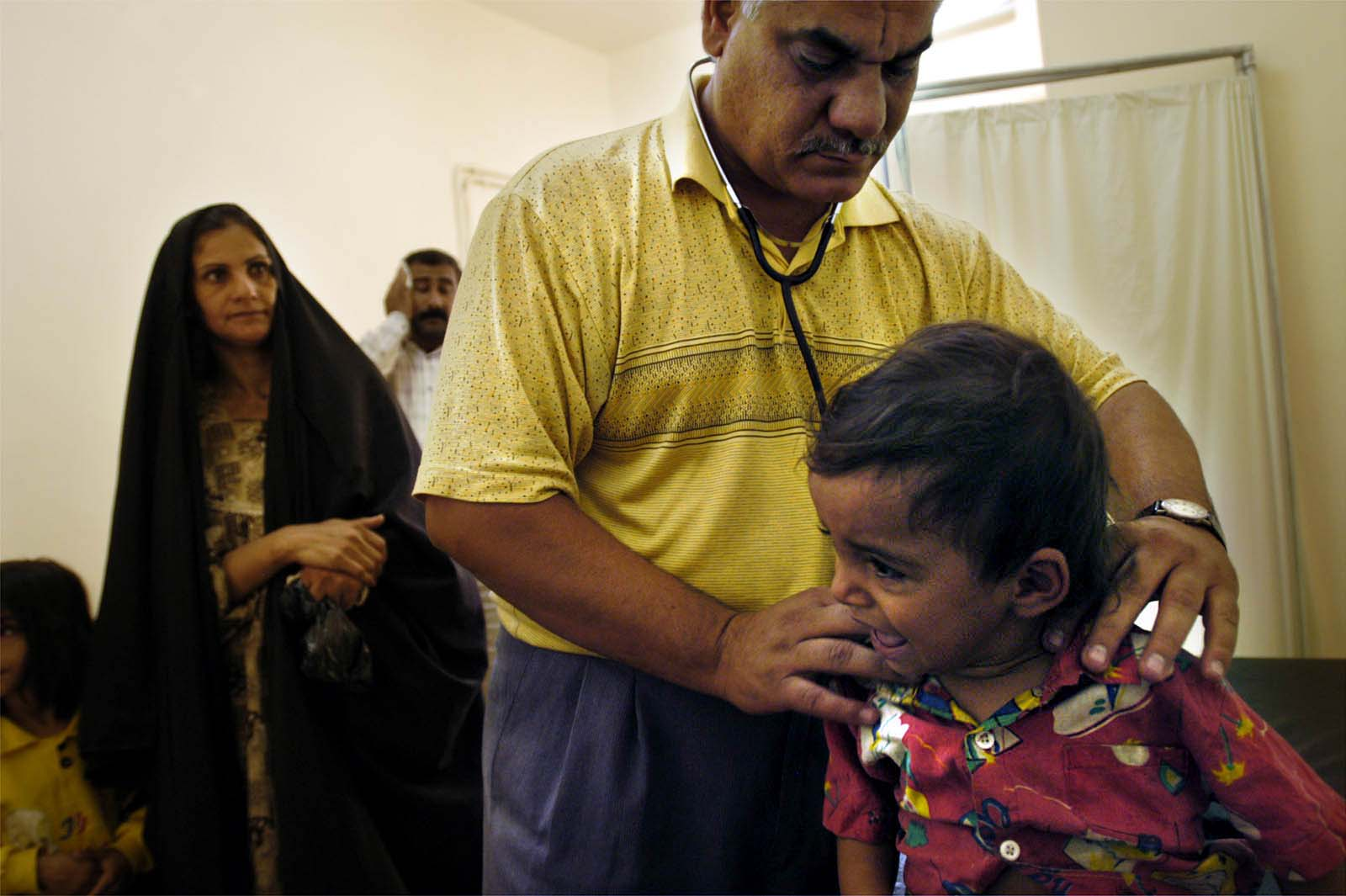
Médico iraquiano examina criança.

O estado de saúde no Iraque tem flutuado durante a sua história recente turbulenta. Durante a última década, o regime de Saddam Hussein cortou o financiamento da saúde pública em 90%, contribuindo para uma deterioração substancial nos cuidados de saúde. Durante esse período, a mortalidade materna aumentou quase três vezes e os salários dos profissionais médicos diminuíram drasticamente. Equipamentos médicos, que em 1980 estavam entre os melhores do Oriente Médio, deterioraram-se. As condições eram especialmente graves no sul, onde a desnutrição e doenças transmitidas pela água tornaram-se comuns na década de 1990. Em 2005, a incidência de febre tifóide, cólera, malária e tuberculose foi maior no Iraque do que em países comparáveis. O conflito de 2003 destruiu um número estimado de 12 % dos hospitais e dois dos principais laboratórios de saúde pública do Iraque.
No final de 1990, a taxa de mortalidade infantil iraquiana mais do que duplicou. Como o tratamento e diagnóstico de câncer e diabetes diminuiu nos anos 1990, complicações e mortes resultantes dessas doenças aumentaram drasticamente no final de 1990 e início de 2000. O colapso do saneamento de infraestrutura em 2003 levou a um aumento da incidência de cólera, disenteria e febre tifóide. A desnutrição infantil e outras doenças, que tinham aumentado significativamente no final de 1990, continuaram a se espalhar. Em 2006, cerca de 73% dos casos de vírus da imunodeficiência humana (HIV) e Síndrome da imunodeficiência adquirida (AIDS) no Iraque originaram-se com transfusões de sangue e 16% a partir da transmissão sexual. O Centro de Investigação da AIDS em Bagdá, onde a maioria dos casos foram diagnosticados, fornece tratamento gratuito, e o teste é obrigatório para estrangeiros entrarem no Iraque. Entre outubro de 2005 e janeiro de 2006, cerca de 26 novos casos foram identificados, elevando o total oficial a 261 desde 1986.

## História

### Antes da Guerra do Golfo
A taxa de mortalidade infantil caiu de 80 por 1.000 nascidos vivos em 1974, para 60 em 1982 e 40 em 1989, segundo estatísticas do governo. Uma tendência semelhante caracterizou taxas de mortalidade de menores de cinco reduzindo para metade a partir de 120 por 1.000 nascidos vivos em 1974 para 60 em 1989.

### Pós Guerra do Golfo
Nos oito meses seguintes à guerra de 1991, as taxas de mortalidade de crianças menores de cinco anos voltou a aumentar para até 120 por 1.000 nascidos vivos, o maior aumento registrado em qualquer país do mundo na década de 1990. A guerra e as sanções destruíram ou danificaram a estrutura de vários hospitais. Profissionais de saúde estrangeiros deixaram o país, e o orçamento da saúde foi cortado. A despesa per capita caiu de um mínimo de US$ 86 a US$ 17 em 1996.

## Estatísticas da Saúde

### Taxas de Mortalidade (menores de cinco anos)
Esta é um registro geral e global sobre as taxas de mortalidade de menores de cinco anos. O registro global sobre taxas de mortalidade de menores de cinco anos indica que a taxa de mortalidade infantil no Iraque era de 51 mortes por 1000 nascidos vivos em 2011, uma queda de 41% desde 1990, quando registrou-se 87 mortes a cada 1.000 nascidos vivos. No entanto, o país não alcançou a meta de 29 mortes por 1.000 nascidos vivos definida para 2015 pela UNICEF.
Na década de 1960, o Iraque foi "um dos melhores países para ser uma criança" de acordo com as estatísticas da UNICEF. Ao mesmo tempo, em 1981, o Iraque teve a segunda menor taxa de mortalidade infantil em todo o mundo. No final de 1990, as taxas de mortalidade de menores de cinco do Iraque caíram em cerca de 50% - de 44,8 mortes por 1.000 nascidos vivos em 2000 para 34,4 em 2012.
| Ano  | Mortalidade infantil (0 - 5 anos) por 1.000 nascidos vivos |
| ---- | ---------------------------------------------------------- |
| 2000 | 44.8                                                       |
| 2001 | 43.9                                                       |
| 2002 | 43.0                                                       |
| 2003 | 42.3                                                       |
| 2004 | 41.4                                                       |
| 2005 | 40.6                                                       |
| 2006 | 39.8                                                       |
| 2007 | 38.8                                                       |
| 2008 | 38.0                                                       |
| 2009 | 37.1                                                       |
| 2010 | 36.2                                                       |
| 2011 | 35.3                                                       |
| 2012 | 34.4                                                       |